# دوغ هارلان
دوغ هارلان (بالإنجليزية: Doug Harlan)‏ هو عالم سياسة ومحامي وصحفي وسياسي أمريكي، ولد في 1943، وتوفي في 8 نوفمبر 2008 بسان أنطونيو في الولايات المتحدة بسبب ضمور جهازي متعدد. حزبياً، نشط في الحزب الجمهوري.